# Рибник (Польща)
Рибник (пол. Rybnik, чеськ. Rybníky) — місто в Сілезії (південній Польщі). Найбільше місто Рибницького вугільного басейну

## Демографія
Демографічна структура станом на 31 березня 2011 року:
|          | Загалом | Допрацездатний вік | Працездатний вік | Постпрацездатний вік |
| -------- | ------- | ------------------ | ---------------- | -------------------- |
| Чоловіки | 68847   | 12997              | 48560            | 7290                 |
| Жінки    | 72077   | 12526              | 44416            | 15135                |
| Разом    | 140924  | 25523              | 92976            | 22425                |

## Освіта
У Рибнику є філія Катовицького економічного університету.

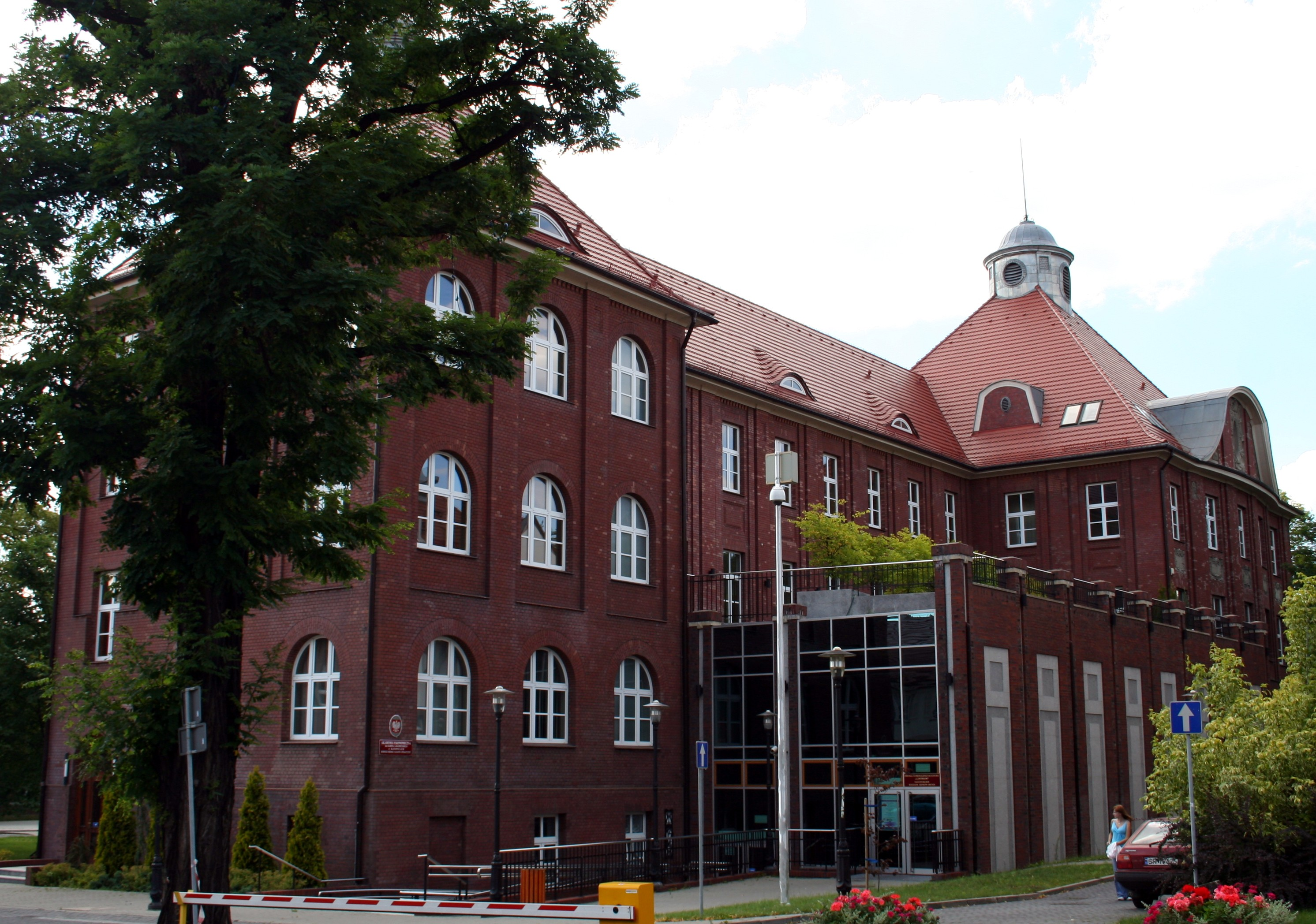
Економічний університет

## Відомі люди

### Народились
- Єжи Дудек — відомий польський футбольний воротар.